# Jason Puncheon
Jason David Ian Puncheon, né le 26 juin 1986 à Croydon, est un footballeur anglais qui évoluait au poste de milieu de terrain devenu entraîneur.

## Biographie
Le 1er septembre 2011, il est prêté jusqu'au début du mois de janvier suivant au club de Premier League des Queens Park Rangers.
Le 31 janvier 2014, il rejoint Crystal Palace, à la suite de trois mois en prêt.

## Palmarès

### En club
- Southampton FC
  - Vice-champion d'Angleterre de troisième division en 2011.
- Crystal Palace
  - Finaliste de la Coupe d'Angleterre en 2016.

### Distinctions personnelles
- Membre de l'équipe-type de quatrième division anglaise en 2008.
- Membre de l'équipe-type de troisième division anglaise en 2010.